# Hans Lodin
Hans Lodin (* 10. Oktober 1966 in Ullånger) ist ein ehemaliger schwedischer Eishockeyspieler, der in seiner aktiven Zeit von 1984 bis 2004 unter anderem für die München Barons in der Deutschen Eishockey Liga gespielt hat.

## Karriere
Hans Lodin begann seine Karriere als Eishockeyspieler in der Jugend von MODO Hockey, für dessen Profimannschaft er in der Saison 1984/85 sein Debüt in der zweitklassigen Division 1 gab. Nach einem Jahr bei deren Ligarivalen Skellefteå AIK kehrte der Verteidiger zu MODO Hockey zurück, das in der Zwischenzeit in die Elitserien aufgestiegen war und für das er weitere sieben Jahre spielte, ehe er 1993 von Leksands IF verpflichtet wurde, für das er weitere sechs Jahre in der Elitserien spielte. Zudem trat der Linksschütze mit seiner Mannschaft 1998 und 1999 in der European Hockey League an. Im Sommer 1999 wechselte der Schwede zu den neugegründeten München Barons aus der DEL, mit denen er in der Saison 1999/2000 Deutscher Meister wurde. In der folgenden Spielzeit konnte er sich erneut mit den Barons für das Finale um die Deutsche Meisterschaft qualifizieren, unterlag dort jedoch mit seiner Mannschaft dem DEL-Rekordmeister Adler Mannheim. Als die München Barons nach drei Jahren 2002 nach Hamburg umgesiedelt wurden, verließ Lodin den Verein und unterschrieb bei seinem Ex-Club Leksands IF, bei dem er 2004 in der schwedischen Elitserien seine Karriere beendete.

## Erfolge und Auszeichnungen
- 2000 Deutscher Meister mit den München Barons
- 2001 Deutscher Vizemeister mit den München Barons